# Valentine Visconti (1357-1393)
Pour les articles homonymes, voir Visconti et Valentine Visconti.
Pour les autres membres de la famille, voir Famille Visconti.
Valentine Visconti, également appelée Valenza (née à Milan le 12 août 1357, morte à Chypre avant septembre 1393[Passage contradictoire (Contradiction avec le corps de l'article.)]) est la fille de Barnabé Visconti, seigneur de Milan, et de Reine della Scala. Elle fut reine consort de Chypre.

## Biographie
Valentine naquit à Milan, 5e des 15 enfants d'un seigneur particulièrement despotique et cruel, féroce ennemi de l'Eglise. On lui donna le prénom de sa grand-mère paternelle, Valentina Doria. 
Promise en janvier 1363 par son père au fils de Pierre Ier de Lusignan, de passage à Milan pour promouvoir la croisade contre les Turcs, Valentine fut mariée par procuration en 1376 puis en personne, en 1378, à Nicosie, à Pierre II de Lusignan (1354-1382), roi de Chypre. Le choix des Lusignan s'était initialement porté sur une fille de l'empereur de Byzance Jean V Paléologue mais des raisons politiques empêchèrent la conclusion de ce mariage, les Latins n'étant pas favorables au mariage de l'héritier du trône à une princesse grecque. Les messagers de l'empereur reçurent comme justification la menace imminente d'une invasion génoise dans l'île, qui occupait alors toute l'attention du roi. Le départ de Valentine pour Chypre fut d'ailleurs retardé en raison du conflit qui opposait alors les Lusignan à la nouvelle Mahone de Chios, soutenue par la république de Gênes.
Il est de notoriété publique que Valentine ne s'entendait pas avec sa belle-mère, Eléonore d'Aragon, en raison de l'implication de cette dernière dans de nombreux scandales. Dans un souci d'apaisement, Pierre II renvoya Eléonore dans sa patrie catalane, ce contre quoi l'intéressée s'éleva avec force.
Ils eurent comme seule descendance une fille qui naquit vers 1380 et mourut à l'âge de deux ans.
Elle resta à Chypre après la mort de son mari, le 13 octobre 1382, dans l'espoir d'être nommée régente de sa fille mais celle-ci mourut peu après et ce fut Jacques Ier de Lusignan (1334-1398), un oncle de Pierre II, qui fut choisi comme successeur.
Certaines sources rapportent qu'elle se remaria en 1383 avec un certain comte Galeazzo.
Elle mourut en août 1393.[Passage contradictoire (Contradiction avec le résumé introductif.)]

## Source
(en) Charles Cawley, « CYPRUS », sur Medieval Lands, Foundation for Medieval Genealogy, 2006-2016 (consulté le 10 août 2018)